# Dziura w Grzędzie I
Dziura w Grzędzie I – jaskinia w Dolinie Miętusiej w Tatrach Zachodnich. Wejście do niej znajduje się we wschodnim zboczu Doliny Litworowej, w niewybitnej skalnej grzędzie, pobliżu jaskini Dziura w Grzędzie II i Jaskini Wielkiej Litworowej, na wysokości 1927 m n.p.m. Długość jaskini wynosi 20 metrów, a jej deniwelacja 9 metrów.

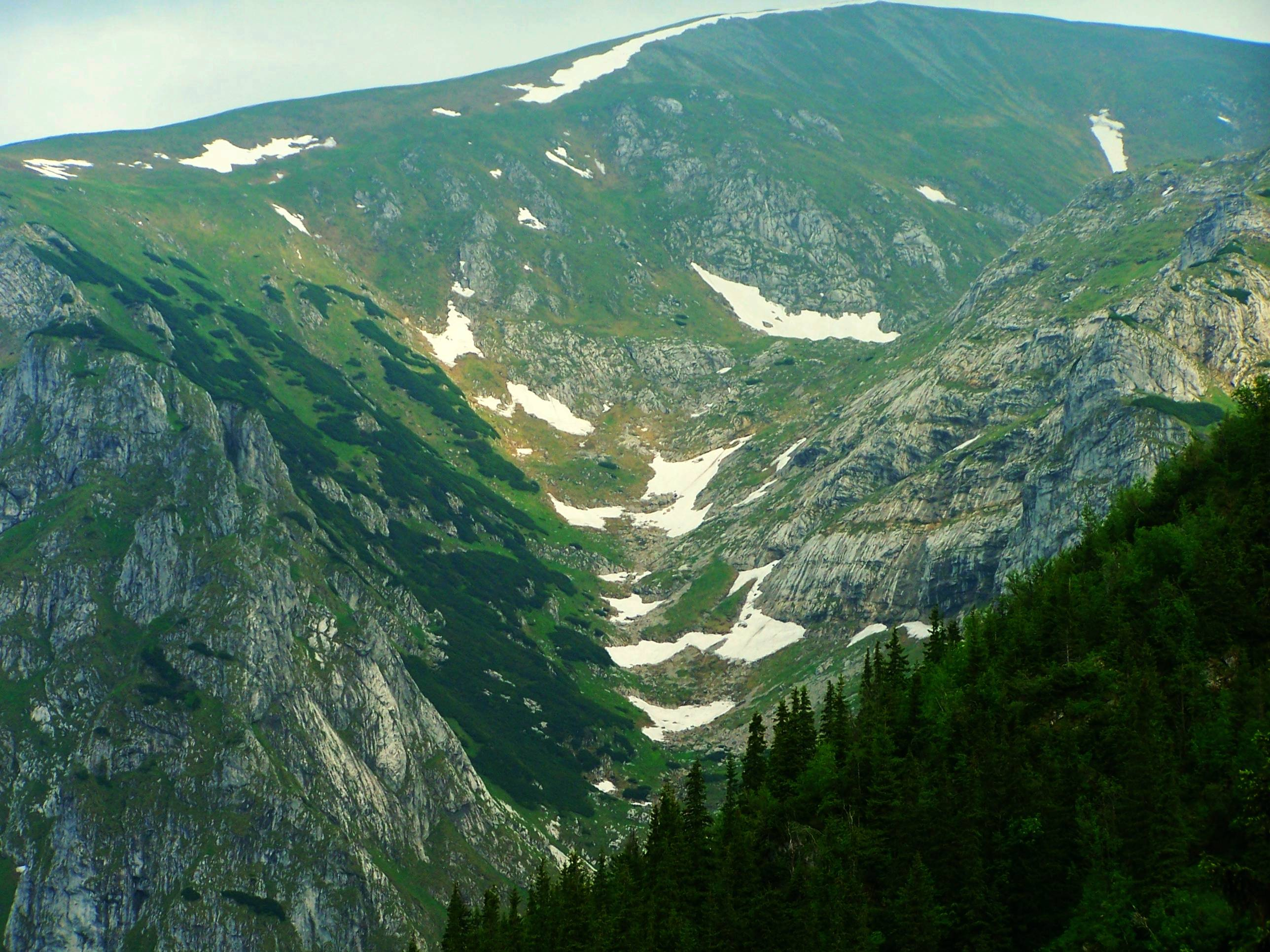
Dolina Litworowa

## Opis jaskini
Główną częścią jaskini jest 7-metrowa studnia w kształcie dzwonu, której górę stanowi niewielki otwór wejściowy, a dół przechodzi w obszerną salę (4 metry szerokości i 4 metry długości). Odchodzą z niej dwa ciągi, z których jeden jest bardzo krótki, a drugi prowadzi do niewielkiej salki. Zaczynają się tu dwa ciasne i krótkie korytarzyki.

## Przyroda
W jaskini nie ma nacieków. Ściany są mokre.
W górnej części jaskini występują paprocie, mchy i porosty.

## Historia odkryć
Podczas prac nad inwentaryzacją jaskiń tatrzańskich Dziurę w Grzędzie I zbadali 3 sierpnia 1976 roku M. Kropiwnicka, M. Lasota, T. Ostrowski i P. Żarski. W związku z tym, że przedtem nie było jakichkolwiek informacji o tej jaskini uznaje się ich za jej odkrywców.